# 6 Armia Ogólnowojskowa (ZSRR)
6 Armia (ros. 6-я армия) – związek operacyjny Armii Radzieckiej z okresu zimnej wojny.

## Struktura organizacyjna
W 1989
w Leningradzkim Okręgu Wojskowym
- 37 Dywizja Zmechanizowana[a]
- 54 Dywizja Zmechanizowana[b]
- 71 Dywizja Zmechanizowana[c]
- 111 Dywizja Zmechanizowana[d]
- 131 Dywizja Zmechanizowana[e]
- 6 Brygada Rakiet Operacyjno-Taktycznych
- 271 Brygada Rakiet Przeciwlotniczych
- 53 Brygada Zaopatrzenia
- 182 pułk artylerii rakietowej
- 5 pułk artylerii
- 12 pułk łączności
- 175 pułk WRE